# Ashmanhaugh

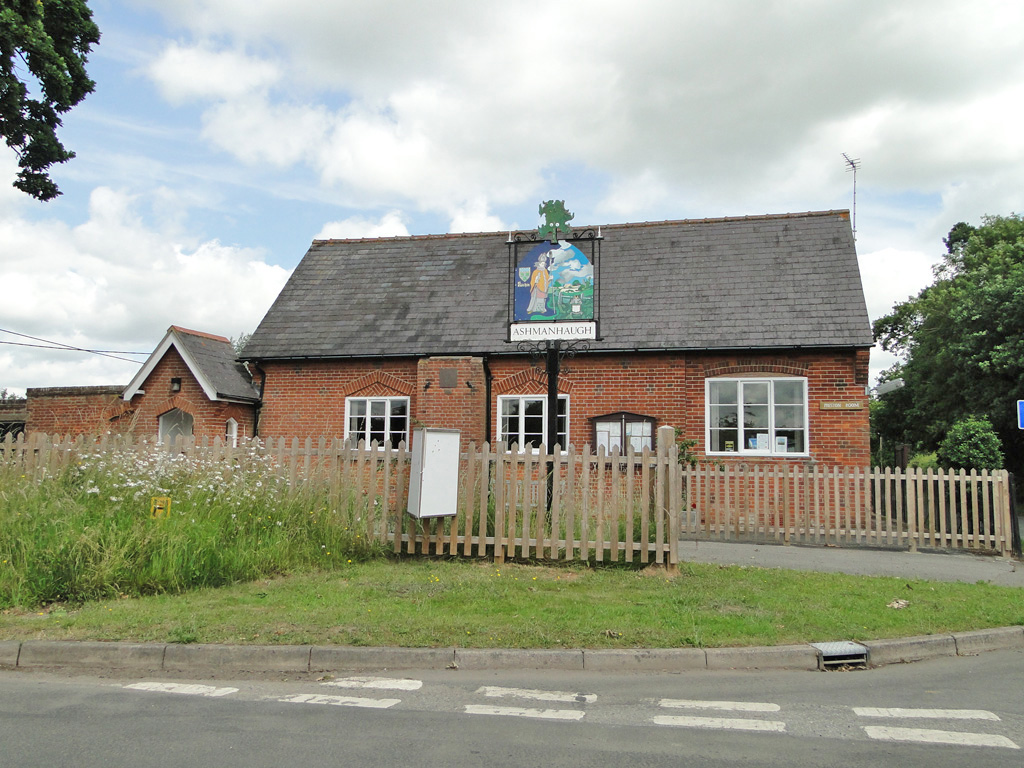
L'ancienne école du village

Ashmanhaugh est un village et une paroisse civile du Norfolk, en Angleterre.